# Paul-Louis Halley
Paul-Louis Halley (* 1934; † 6. Dezember 2003 bei Oxford) war ein französischer Unternehmer.

## Leben
Gemeinsam mit seinem Vater und Bruder gründete er 1961 das französische Einzelhandelsunternehmen Promodès, das später mit Carrefour fusionierte. Nach der Unternehmensfusion hielt er einen Minderheitenaktienanteil an Carrefour. Nach Angaben des US-amerikanischen Forbes Magazine gehörte Robert Halley 2003 zu den reichsten Franzosen. Halley wurde mit seiner Ehefrau und seinem Piloten am 6. Dezember 2003 getötet, als beim Landeanflug auf den Flughafen London Oxford seine Socata TBM 700 ins Trudeln geriet. Die Unfallursache konnte durch die Air Accidents Investigation Branch nicht geklärt werden.